# Gran Premio motociclistico di Cecoslovacchia 1978
Il Gran Premio motociclistico di Cecoslovacchia fu il penultimo appuntamento del motomondiale 1978.
Si svolse il 27 agosto 1978 a Brno alla presenza di oltre 140.000 spettatori, e corsero le classi 50, 250, 350 e sidecar.
Doppietta per la Kawasaki in 250 e 350: in entrambi i casi Kork Ballington vinse davanti al compagno di Marca Gregg Hansford.
In 50 Ricardo Tormo, approfittando del ritiro di Eugenio Lazzarini, vinse gara e Mondiale.
Nei sidecar dominio di Alain Michel; secondo e Campione del Mondo Rolf Biland.

## Classe 350
40 piloti alla partenza.

### Arrivati al traguardo
| Pos | Pilota             | Moto          | Tempo      | Punti |
| --- | ------------------ | ------------- | ---------- | ----- |
| 1   | Kork Ballington    | Kawasaki      | 51' 22" 59 | 15    |
| 2   | Gregg Hansford     | Kawasaki      | +2" 32     | 12    |
| 3   | Michel Rougerie    | Bimota-Yamaha | +18" 43    | 10    |
| 4   | Jon Ekerold        | Yamaha        | +28" 96    | 8     |
| 5   | Paolo Pileri       | Morbidelli    | +32" 28    | 6     |
| 6   | Takazumi Katayama  | Yamaha        | +33" 27    | 5     |
| 7   | Anton Mang         | Kawasaki      | +35" 70    | 4     |
| 8   | Tom Herron         | Yamaha        | +40" 41    | 3     |
| 9   | Pentti Korhonen    | Yamaha        | +50" 13    | 2     |
| 10  | Raymond Roche      | Yamaha        | +50" 59    | 1     |
| 11  | Guy Bertin         | Yamaha        |            |       |
| 12  | Olivier Chevallier | Yamaha        |            |       |
| 13  | Bruno Kneubühler   | Yamaha        |            |       |
| 14  | Adelio Faccioli    | Yamaha        |            |       |
| 15  | Harald Merkl       | Yamaha        |            |       |
| 16  | Seppo Rossi        | Yamaha        |            |       |
| 17  | Jean-Claude Hogrel | Yamaha        |            |       |
| 18  | Edi Stöllinger     | Yamaha        |            |       |
| 19  | Carlos Lavado      | Yamaha        |            |       |
| 20  | Yoshimi Matsumoto  | Yamaha        |            |       |
| 21  | Michael Schmid     | Yamaha        |            |       |
| 22  | Lars Johansson     | Yamaha        |            |       |

## Classe 250
40 piloti alla partenza.

### Arrivati al traguardo
| Pos | Pilota              | Moto            | Tempo      | Punti |
| --- | ------------------- | --------------- | ---------- | ----- |
| 1   | Kork Ballington     | Kawasaki        | 45' 18" 37 | 15    |
| 2   | Gregg Hansford      | Kawasaki        | +16" 24    | 12    |
| 3   | Mario Lega          | Morbidelli      | +22" 41    | 10    |
| 4   | Patrick Fernandez   | Yamaha          | +31" 09    | 8     |
| 5   | Jon Ekerold         | Yamaha          | +31" 37    | 6     |
| 6   | Raymond Roche       | Yamaha          |            | 5     |
| 7   | Victor Soussan      | Yamaha          |            | 4     |
| 8   | Walter Villa        | Harley-Davidson |            | 3     |
| 9   | Franco Uncini       | Yamaha          |            | 2     |
| 10  | Anton Mang          | Kawasaki        |            | 1     |
| 11  | Guy Bertin          | Yamaha          |            |       |
| 12  | Edi Stöllinger      | Yamaha          |            |       |
| 13  | Marc Fontan         | Yamaha          |            |       |
| 14  | Jacques Cornu       | Yamaha          |            |       |
| 15  | Olivier Chevallier  | Yamaha          |            |       |
| 16  | Grünwald Harfmann   | Yamaha          |            |       |
| 17  | David Hickman       | Jawa            |            |       |
| 18  | Bernd Tüngethal     | Yamaha          |            |       |
| 19  | Seppo Rossi         | Yamaha          |            |       |
| 20  | Harald Merkl        | Yamaha          |            |       |
| 21  | Giovanni Pelletier  | Yamaha          |            |       |
| 22  | Thierry Laurens     | Yamaha          |            |       |
| 23  | Karl-Thomas Grässel | Yamaha          |            |       |
| 24  | Eero Hyvärinen      | Yamaha          |            |       |

## Classe 50
34 piloti alla partenza.

### Arrivati al traguardo
| Pos | Pilota             | Moto     | Tempo      | Punti |
| --- | ------------------ | -------- | ---------- | ----- |
| 1   | Ricardo Tormo      | Bultaco  | 38' 47" 11 | 15    |
| 2   | Claudio Lusuardi   | Bultaco  | +2' 24" 29 | 12    |
| 3   | Henk van Kessel    | Sparta   | +2' 46" 19 | 10    |
| 4   | Enrico Cereda      | UFO      | +2' 51" 77 | 8     |
| 5   | Reiner Scheidhauer | Kreidler | +2' 56" 28 | 6     |
| 6   | Aldo Pero          | Kreidler | +3' 18" 51 | 5     |
| 7   | Luigi Rinaudo      | Tomos    | +3' 42" 61 | 4     |
| 8   | Patrick Plisson    | ABF      |            | 3     |
| 9   | Zbyněk Havrda      | Kreidler |            | 2     |
| 10  | Wolfgang Müller    | Kreidler |            | 1     |
| 11  | Ingo Emmerich      | Kreidler |            |       |
| 12  | Cees van Dongen    | Kreidler |            |       |
| 13  | Daniel Corvi       | Kreidler |            |       |
| 14  | Chris Baert        | Kreidler |            |       |
| 15  | Bruno di Carlo     | Kreidler |            |       |
| 16  | Wolfgang Glawaty   | Kreidler |            |       |
| 17  | Otto Machinek      | Kreidler |            |       |
| 18  | Ove Skifjeld       | Kreidler |            |       |
| 19  | Henrique Sande     | Kreidler |            |       |
| 20  | Otto Krmiček       | Kreidler |            |       |

## Classe sidecar
30 equipaggi alla partenza.

### Arrivati al traguardo
| Pos | Pilota                | Passeggero          | Moto          | Tempo      | Punti |
| --- | --------------------- | ------------------- | ------------- | ---------- | ----- |
| 1   | Alain Michel          | Stuart Collins      | Seymaz-Yamaha | 48' 01" 58 | 15    |
| 2   | Rolf Biland           | Williams            | TTM-Yamaha    | +21" 11    | 12    |
| 3   | Dick Greasley         | Gordon Russell      | Busch-Yamaha  | +22" 27    | 10    |
| 4   | Jock Taylor           | James Neil          | Windle-Yamaha | +40" 14    | 8     |
| 5   | Hermann Schmid        | Kenny Arthur        | Schmid-Yamaha | +1' 15" 03 | 6     |
| 6   | Max Venus             | Norbert Bittermann  | CAT-Yamaha    | +1' 18" 93 | 5     |
| 7   | Siegfried Schauzu     | Lorenzo Puzo        | Busch-Yamaha  | +2' 15" 02 | 4     |
| 8   | Cees Smit             | Jan Smit            | Seymaz-Yamaha | +2' 21" 90 | 3     |
| 9   | Amedeo Zini           | Andrea Fornaro      | König         | +2' 25" 37 | 2     |
| 10  | Egbert Streuer        | Johan van der Kaap  | Schmid-Yamaha | +3' 04" 12 | 1     |
| 11  | Klaus Sprengel        | Manfred Kürnsteiner | Yamaha        | +3' 26" 94 |       |
| 12  | Kurt Jelonek          | Knapp               | König         | +3' 47" 02 |       |
| 13  | Gérald Corbaz         | Roland Gabriel      | Schmid-Yamaha | +1 giro    |       |
| 14  | Kalevi Rahko          | Kari Laatikainen    | Schmid-Yamaha |            |       |
| 15  | Lothar Klein          | Heinz Thevissen     | Yamaha        |            |       |
| 16  | Heinz Luthringshauser | n.d.                | BMW           |            |       |

### Ritirati
| Pilota           | Passeggero    | Moto     | Motivo ritiro    |
| ---------------- | ------------- | -------- | ---------------- |
| Werner Schwärzel | Andreas Huber | ARO-Fath | uscita di strada |